# George Țucudean
George Marius Țucudean (* 30. April 1991 in Arad) ist ein ehemaliger rumänischer Fußballspieler. Der Stürmer stand zuletzt beim CFR Cluj unter Vertrag.

## Karriere

### Verein
Țucudean kam in der Saison 2008/09 in die erste Mannschaft von UTA Arad, die seinerzeit in der Liga II spielte. Er entwickelte sich schnell zur Stammkraft im Sturm, verpasste im Spieljahr 2009/10 mit seinem Klub als Viertplatzierter jedoch den Aufstieg in die Liga 1. Im Sommer 2010 verpflichtete ihn der rumänische Spitzenklub Dinamo Bukarest, der ihn jedoch postwendend für ein halbes Jahr an UTA verlieh. In der Hinrunde 2010/11 erzielte er neun Treffer in zwölf Spielen, ehe er zu Beginn des Jahres 2011 zu Dinamo zurückkehrte. Dort kam Țucudean meist als Einwechselspieler zum Zuge und holte mit dem Pokalsieg 2012 seinen ersten Titel. Erst in der Saison 2012/13 stand er häufiger in der Startaufstellung.
Zu Beginn des Jahres 2013 wechselte Țucudean zum belgischen Spitzenklub Standard Lüttich. Dort konnte er sich zunächst nicht durchsetzen und wurde für die Spielzeit 2013/14 wieder an Dinamo Bukarest ausgeliehen. Dort wurde er zur Stammkraft im Sturm. Er kehrte im Sommer 2014 nach Lüttich zurück und wurde kurz darauf an Charlton Athletic in die englische Football League Championship transferiert. Anfang 2015 wurde er für eineinhalb Jahre an Steaua Bukarest ausgeliehen. Dort wurde er zur Stammkraft und gewann mit seiner Mannschaft die Meisterschaft 2015. Nachdem er zu Beginn der Spielzeit 2015/16 nicht mehr im Kader gestanden war, kehrte er im September 2015 vorzeitig nach Charlton zurück. Dort kam er ebenfalls nicht zum Zuge, so dass er Anfang 2016 für ein halbes Jahr an ASA Târgu Mureș ausgeliehen wurde. Dort wurde er wieder zur Stammkraft im Sturm. Nach Leihende verpflichtete ihn Pandurii Târgu Jiu.
Anfang 2017 löste Țucudean seinen Vertrag in Târgu Jiu auf. Er war zwei Monate ohne Verein, ehe er im März 2017 beim FC Viitorul Constanța anheuerte. Dort steuerte er in der Meisterrunde vier Tore zum Gewinn der Meisterschaft 2017 bei.

### Nationalmannschaft
Țucudean wurde von Nationaltrainer Răzvan Lucescu im Juni 2011 für zwei Länderspiele auf einer Südamerikareise der rumänischen Nationalmannschaft nominiert, kam aber nicht zum Einsatz.

## Erfolge

### Verein
Dinamo Bukarest
- Rumänischer Pokalsieger: 2012
- Rumänischer Supercup-Sieger: 2012

Steaua Bukarest
- Rumänischer Meister: 2015
- Rumänischer Ligapokal-Sieger: 2015
- Rumänischer Pokalsieger: 2015

Viitorul Constanța
- Rumänischer Meister: 2017

CFR Cluj
- Rumänischer Meister: 2018, 2019
- Rumänischer Supercup-Sieger: 2018

### Individuell
- Rumänischer Fußballer des Jahres: 2018
- Rumänischer Torschützenkönig: 2018, 2019